# ピーチェリン・ラグ
「ピーチェリン・ラグ」（Peacherine Rag）は、スコット・ジョプリンが1901年に作曲したラグタイムである。映画『海の上のピアニスト』のBGMで使われている。